# 洛代沃区
洛代沃区（法語：Arrondissement de Lodève）是法国埃罗省所辖的一个区。总面积2005平方公里，总人口140289，人口密度70人/平方公里（2017年）。主要城镇为洛代沃。

## 辖区
洛代沃区辖有122个市镇。